# Alla tar droger
Blanceflors debut-EP från 1999. Producerad av Blanceflor med god hjälp av Johan Johansson. Mixad av Tony Thorén. Inspelad i Acetone Studio i Stockholm av Micke Borg.

## Medlemmar
- Sulo: all slags sång
- Mats Larson: gitarrer
- Rickard Myhrman: gitarrer
- Stefan Björk: bas
- Lutten: trummor

### Studiomusiker
- Johan Johansson: tamburin
- Boba Fett: piano
- Claes Carlsson: saxofon
- Trollkarlen från soc: piano

## Låtar
1. Alla tar droger
2. VIP
3. Evergreen
4. Sällan dom som ber